# Atlas of Genetics and Cytogenetics in Oncology and Haematology
La base de données encyclopédique Atlas of Genetics and Cytogenetics in Oncology and Haematology, créée en 1997 par Jean Loup Huret (directeur bioinformatique : Philippe Dessen), constitue un ensemble de ressources sur les gènes, les anomalies chromosomiques, les leucémies, les tumeurs solides, les maladies héréditaires à risque accru de cancer. Le projet, accessible via Internet, est constitué plus spécifiquement de fiches de type encyclopédique, mais aussi de monographies originales, d'un portail listant des liens vers des sites Internet concernant la génétique et le cancer, des études de cas cliniques en hématologie et d'une partie enseignement pour les étudiants de faculté des sciences et de médecine.
L'Atlas est partie prenante du Projet génome humain et participe aux recherches en épidémiologie des cancers. L'Atlas est rédigé par et destiné aux médecins hospitaliers, chercheurs, et enseignants en génétique, cancérologie, hématologie, et anatomo-pathologie, médecins installés et étudiants,.
L'Atlas combine différents types de savoirs : les gènes et leur fonction, la biologie cellulaire, l'anatomo-pathologie, les données clinique des cancer, la cytogénétique, mais aussi la génétique médicale, avec les troubles héréditaires à risque accru de cancer. Cela permet d'avoir une vision plus large et plus globale de la génétique du cancer, alors que ces données sont généralement dispersées. L'Atlas est le seul site génétique où le pronostic est inclus. Dan van Dyke a déclaré : "C'est un guichet unique qui unifie les informations sur la génétique du cancer", et Lidia Larizza a déclaré que l'Atlas était une "ressource interdisciplinaire". Felix Mitelman a déclaré que "cette collection systématique d'aberrations cytogénétiques et génétiques (...) le résultat moléculaire (...) et les conséquences cliniques (....) est devenue une œuvre encyclopédique vraiment monumentale et de grande importance" ; Janet Rowley a déclaré : "À l'avenir, je me fierai sans aucun doute à votre site web plutôt que d'essayer de suivre moi-même la littérature" 
En 2019 l'Atlas comporte des monographies sur environ 1 530 gènes, 780 leucémies, 220 tumeurs solides, 110 maladies héréditaires à risque accru de cancer, 110 "Deep Insight" et 100 cas cliniques. En tout, cela représente 45 000 "pages web" (soit environ 200 000 pages imprimées), avec 32 550 images, 62 350 hyperliens internes et près de 820 000 hyperliens externes,.
3 440 auteurs environ ont déjà participé à cette encyclopédie (1 130 Nord-Américains, 400 Français, 300 Italiens, 200 Japonais, 180 Espagnols, 170 allemands, 160 Anglais, 140 Chinois, etc.) ,.
En 2018, Jesús María Hernández Rivas (Salamanque, Espagne) et Paola Dal Cin (Boston, Massachusetts) rejoignent Jean-Loup Huret en tant que co-Editeurs en chef. En avril 2021, Alessandro Beghini (Milan, Italie) et João Agostinho Machado-Neto (São Paulo, Brésil) remplacent Jean-Loup Huret. "Après 25 ans de construction de l'Atlas jour après jour, Jean-Loup Huret et Philippe Dessen vont prendre un peu de repos", comme le dit le site web.
L'Atlas est aussi édité par le CNRS sous la forme d'un journal scientifique , maintenant référencé par Scopus et Embase